# Albert Ferreri
Albert Ferreri (* um 1910; † unbekannt) war ein französischer Jazzmusiker (Alt- und Tenorsaxophon, Klarinette, Komposition), der sich auch als Jazz-Autor und Musikproduzent betätigte.

## Leben und Wirken
Albert Ferreri, ein Bruder des Jazzmusikers Léon Ferreri, war ab den frühen 1930er-Jahren in der Pariser Musikszene aktiv; erste Aufnahmen entstanden 1933, als er sich mit dem  Orchester von Harry Flemming in Mailand aufhielt. Ab 1938 arbeitete er mit Gus Viseur und mit dem Trio Ferret (das aus Baro, Matelo und Challain Ferret (Gitarren) und Maurice Speilleux (Bass) bestand), mit denen er die Jazznummern  „Andalousie“, „Gin Gin“, „Gypsy Swing“ und „Exactly Like You“ einspielte. Weitere Aufnahmen entstanden mit Louis Bacon („Sweet Lorraine“).
Nach seiner Internierung während der Besetzung Frankreichs durch die deutsche Wehrmacht gründete er in der Nachkriegszeit mit Charles Delaunay und Léon Cabut das Plattenlabel Jazz disques, aus dem schließlich Disques Vogue hervorging. Ferner schrieb er in den späten 1940er-Jahren Artikel für Jazz Hot (Louis Jordan & son Tympany Five) und für die Zeitschrift des Hot Club de France (Défense des Musiciens Français). Um 1945 spielte er mit Gaby Wagenheim, 1950 noch mit Roy Eldridge. Im Bereich des Jazz war er zwischen 1933 und 1950 an sechs Aufnahmesessions beteiligt. Mit seinem Bruder Léon schrieb er unter dem Pseudonym Alferey & Wharton die Songs „Une petite salade“ und „Gefhulte Fish“.